# Wilton Guerrero
Pour les articles homonymes, voir Guerrero (homonymie).
Wilton Guerrero (né le 24 octobre 1974 à Don Gregorio en République dominicaine) est un joueur de baseball professionnel ayant joué dans les Ligues majeures de 1996 à 2004. Il est le frère aîné de Vladimir Guerrero, avec qui il a joué pour les Expos de Montréal.

## Carrière

### Dodgers de Los Angeles
Wilton Guerrero signe son premier contrat professionnel en 1991 avec les Dodgers de Los Angeles. Il joue son premier match dans les majeures avec eux le 3 septembre 1996. À sa saison recrue en 1997, il maintient une moyenne au bâton de ,291 en 111 parties jouées. Il termine troisième dans la Ligue nationale de baseball pour les triples, avec 9.
Il connaît en 1998 une bonne première moitié de saison chez les Dodgers, mais passe aux Expos de Montréal à la date limite des transactions le 31 juillet. Il accompagne à Montréal le lanceur partant Ted Lilly, le voltigeur Peter Bergeron, alors que les Dodgers reçoivent le joueur d'arrêt-court Mark Grudzielanek, le lanceur Carlos Pérez et le voltigeur Hiram Bocachica. Un joueur des ligues mineures, Jonathan Tucker, passe aussi aux Expos dans l'échange mais n'atteindra pas le niveau majeur.

### Expos de Montréal
À son arrivée chez les Expos, Wilton s'aligne avec son frère Vladimir, déjà meilleur joueur de l'équipe. Wilton termine la saison 1998 avec 114 coups sûrs en 116 parties pour Los Angeles et Montréal, soit 10 de plus que son sommet personnel établi l'année précédente. Avec 9 triples, il se classe de nouveau troisième à ce chapitre dans la Ligue nationale.
Joueur surtout reconnu pour ses aptitudes défensives, Guerrero connaît une de ses meilleures années à l'attaque en 1999 avec une moyenne au bâton de ,292 et 31 points produits, un de moins que son record personnel de 32 pour les Dodgers en 1997.
Il quitte Montréal après la saison 2000, devenant agent libre en décembre.

### Reds de Cincinnati
Guerrero signe un contrat avec les Reds de Cincinnati le 9 janvier 2001. Dans la saison qui suit, il frappe dans une moyenne au bâton de ,338 avec 48 coups sûrs en 60 parties.

### Dernières saisons
Le 11 juillet 2002, les Reds échangent Guerrero, le voltigeur Juan Encarnación et le lanceur gaucher Ryan Snare aux Marlins de la Floride en retour du lanceur droitier canadien Ryan Dempster. Guerrero est immédiatement ajouté à une transaction que les Marlins sont en train de conclure avec les Expos : il accompagne Cliff Floyd et Claudio Vargas à Montréal alors que l'équipe de Floride reçoit Carl Pavano, Graeme Lloyd, Mike Mordecai, Justin Wayne et Donald Levinski. Pour Wilton, il s'agit d'un deuxième séjour chez les Expos aux côtés de son frère Vladimir. Il y termine la saison 2002 avant de devenir agent libre et de signer un nouveau contrat avec Cincinnati. Il passe cependant toute l'année 2003 avec les Bats de Louisville, le club-école des Reds dans la Ligue internationale, avant de rejoindre en 2004 les Royals de Kansas City.
Guerrero partage la saison 2004 entre Kansas City (24 parties jouées) et leur club-école d'Omaha dans la Ligue de la côte du Pacifique. Il quitte le baseball après avoir joué la saison 2005 en ligues mineures dans l'organisation des White Sox de Chicago puis des Cardinals de Saint-Louis sans revenir au niveau majeur.

### Statistiques
Wilton Guerrero a disputé 678 parties en huit saisons dans la Ligue majeure. Avec 473 coups sûrs, ce frappeur ambidextre a maintenu une moyenne au bâton en carrière de ,282. Il totalise 11 coups de circuit, 127 points produits, 197 points marqués et 42 buts volés.
Défensivement, il a surtout été utilisé comme joueur de deuxième but, ainsi qu'au champ extérieur.